# Hypselobarbus kolus
Hypselobarbus kolus är en fiskart som först beskrevs av Sykes, 1839.  Hypselobarbus kolus ingår i släktet Hypselobarbus och familjen karpfiskar. IUCN kategoriserar arten globalt som sårbar. Inga underarter finns listade i Catalogue of Life.